# Archidiocèse de Vilnius
L'archidiocèse de Vilnius (en latin : Archidioecesis Vilnensis, en lituanien : Vilniaus arkivyskupija) est une circonscription ecclésiastique de l'Église catholique en Lituanie. Le diocèse créé au XIVe siècle  a été érigé canoniquement archidiocèse le 28 octobre 1925 par le pape Pie XI. La cathédrale de Vilnius, église de l'archidiocèse, était le lieu du couronnement des Grands-Ducs de Lituanie. Depuis 2013, son archevêque est Gintaras Grušas.

## Territoire
L'archidiocèse s'étend sur la partie orientale de la Lituanie et comprend les municipalités de Druskininkai, Varėna, Šalčininkai, Vilnius (avec ses municipalités), Vilnius (son district), Švenčionys, Ignalina ; et partiellement les municipalités de Širvintos, Trakai, Molėtai et Zarasai.

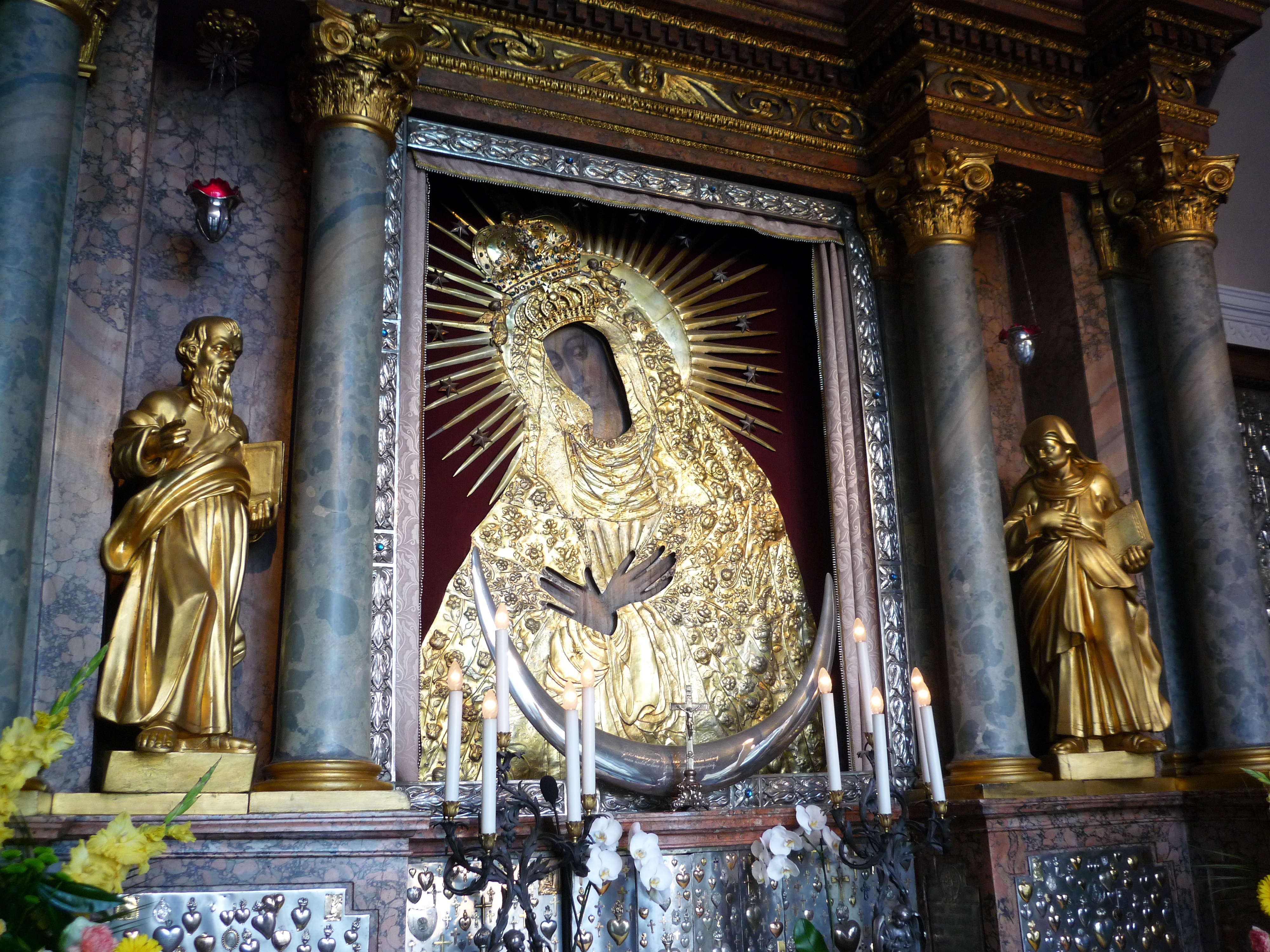
Icône de la chapelle de la porte de l'Aurore, Vilnius.

Outre la cathédrale Saint-Stanislas-et-Saint-Ladislas, l'archidiocèse de Vilnius possède de belles églises et des sanctuaires. La chapelle de la porte de l'Aurore de Vilnius contient une effigie de la Vierge Marie en Mère de la Miséricorde (Švenčiausiosios Mergelės Marijos paveikslas). Suscitant des pèlerinages, elle est vénérée dans toute la Lituanie et la Pologne comme miraculeuse depuis plusieurs centaines d'années. C'est l'une des rares peintures de la Vierge Marie sans l'Enfant Dieu. 
Le diocèse abrite également la basilique de la Visitation de la Bienheureuse Vierge Marie à Trakai. 

## Suffragants
Les diocèses de Kaišiadorys et de Panevėžys dépendent de Vilnius.

## Histoire

### Établissement
Une première implantation catholique est faite en 1253 avec le roi Mendog ou Mindaugas et la création d'un premier évêché directement soumis au Saint-Siège. Mais cette implantation disparaît après la mort du roi.
L'archidiocèse doit sa fondation à Ladislas II Jagellon qui a christianisé la Lituanie en 1387 et envoyé Dobrogost (en), évêque de Poznan, en ambassadeur auprès du pape Urbain VI pour demander l'érection d'un siège épiscopal à Vilnius et la nomination d'Andrzej Jastrzębiec (en), ancien évêque de Siret (it) et confesseur d'Élisabeth de Pologne, en tant qu'évêque de Vilnius. Le Pape approuve cette mesure et autorise la création d'une Collégiale de dix chanoines. Sous le règne d'Andrzej Jastrzębiec, plusieurs églises sont construites: l'église Saint-Jean, qui devient l'église paroissiale de la ville, ainsi que les églises Saint-Martin et Sainte-Anne. Un Franciscain, Jakub Plichta (en) (1398-1407) succède à Andrzej Jastrzębiec lorsque ce dernier meurt en 1398. Durant son règne, la cathédrale est détruite par les flammes. Parmi ses successeurs, on peut noter Piotr Krakowczyk de Kustynia (pl) (1414-1421), à qui Martin V a confié les pleins pouvoirs pour ramener les Lituaniens orthodoxes au sein de l'Église catholique; Matthias de Trakai (en) (1421-1453), un Lituanien qui envoie des délégués au concile de Bâle et met en place l'Inquisition pour combattre les Hussites. Sous Jan Łosowicz (pl) (1467-1481), de nombreux Ruthènes sont convertis au catholicisme et des Franciscains s'établissent à Vilnius; Albert Tabor (pl) invite les Dominicains à Vilnius et leur confie l'église du Saint-Esprit; Wojciech Radziwiłł (1508-19) meurt en odeur de sainteté; Jean le Lituanien (en) (1519-1537) convoque le premier synode du diocèse à Vilnius en 1526; Paweł Holszański (1534-1555) restaure la cathédrale dans un style gothique et tient un synode en 1555; Walerian Protasewicz Suszkowski (en) (1556-1580) doit se battre pour le célibat du clergé et l'utilisation du latin pour le culte, il fait venir les Jésuites, et notamment Piotr Skarga, à Vilnius.

### Réforme
Jerzy Radziwiłł (1581-1591) encourage l'Almae Academia et Universitas Vilnensis Societatis Jesu, fonde un séminaire sous la direction des Jésuites, introduit les réformes du concile de Trente et, ayant été nommé cardinal, est transféré à Varsovie en 1591. Le chapitre confie alors l'administration du diocèse à l'évêque suppléant, Ciprian.
À sa mort en 1594, le clergé est divisé en deux factions sur le choix de son successeur, jusqu'à ce que Sigismond III nomme Benedict Wolna (pl) (1600-1615), qui avait obtenu la canonisation de Casimir de Pologne. La première pierre d'une église est posée en son honneur en 1604 à Vilnius. Benedict Wolna obtient de plus que saint Casimir devienne le patron de la Lituanie. Son successeur, Eustachius Wollowicz (1616-1630), fonde des hôpitaux, invite les chanoines réguliers de Latran à Vilnius et combat énergiquement les protestants et les orthodoxes. Abraham Woyna (en) (1631-1649) introduit les Frères hospitaliers en Lituanie et s'oppose au calvinisme. Jerzy Tyszkiewicz (pl) (1650-1656) annexe l'ensemble de la Courlande à son diocèse. Aleksander Sapieha (1666-1671) fonde l'église Saint-Pierre-et-Saint-Paul, en prenant la basilique Saint-Pierre de Rome comme modèle. Le diocèse compte alors 410 églises. Constantius Casimir Brzostowski (en) (1687-1722) amène les Piaristes à Vilnius et encourage le développement des Ordres religieux. Durant le règne de Michael Zienkowicz (pl) (1730-1762), des conflits éclatent entre les Piaristes et les Jésuites, à la suite de quoi les écoles piaristes doivent être fermées. Ignacy Jakub Massalski (1762-1794) encourage la réforme du clergé et consacre son immense fortune aux églises de son diocèse.

## Source
- (en) Cet article est partiellement ou en totalité issu de l’article de Wikipédia en anglais intitulé « Roman Catholic Archdiocese of Vilnius » (voir la liste des auteurs).